# Emilia Lungu-Puhallo
Emilia Lungu-Puhallo, född 1853, död 1932, var en rumänsk författare och reformpedagog. 